# Dante Thomas

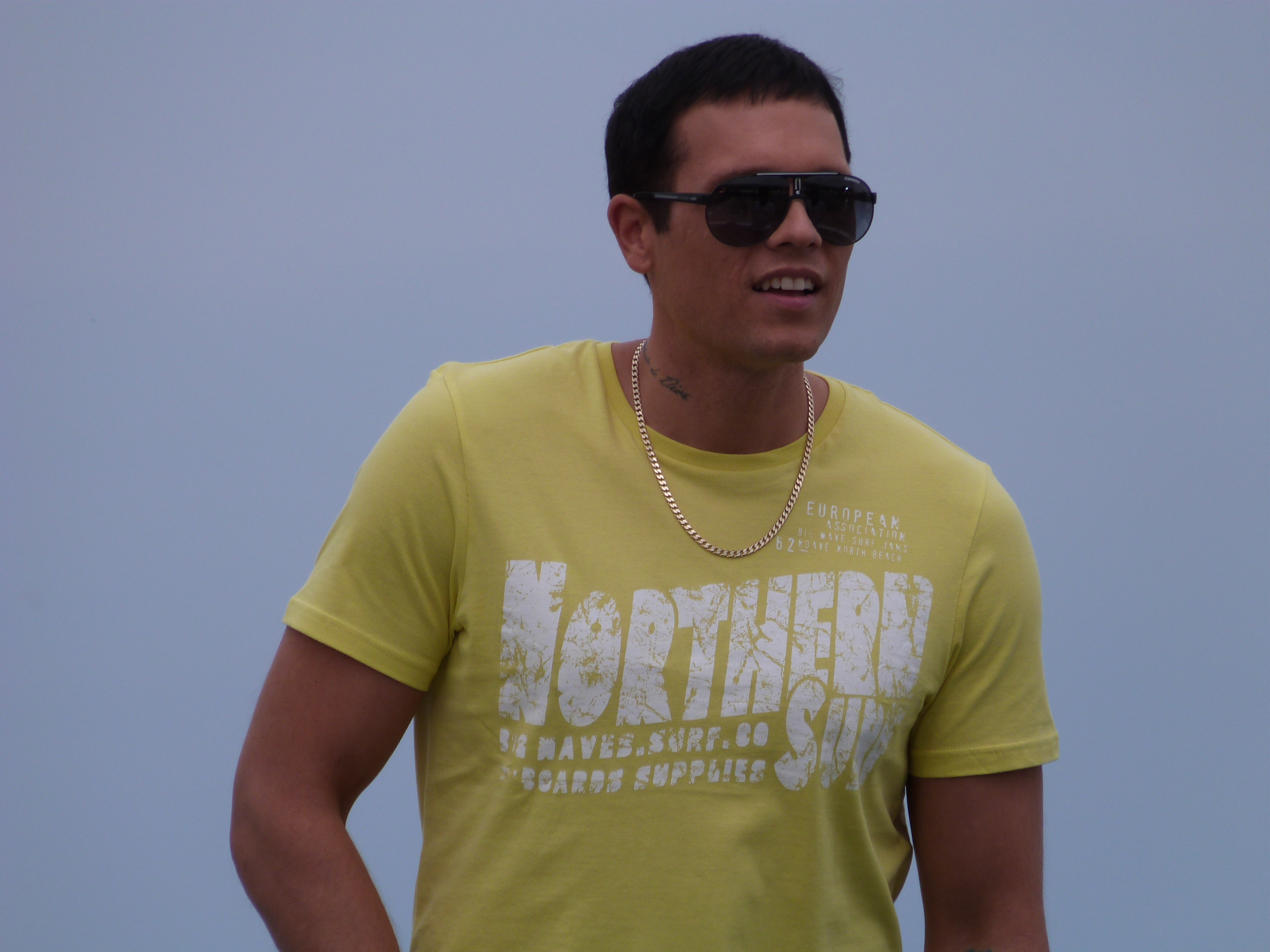
Dante Thomas (2012)

Dante Thomas (* 7. Januar 1978 in Sacramento, Kalifornien) ist ein US-amerikanischer R&B-Sänger und Musiker.

## Leben
Thomas wuchs als Sohn einer Opernsängerin in Salt Lake City auf und wurde von dem Produzenten von Lauryn Hill und Pras Michel entdeckt. Die erste Single Miss California erreichte die Spitze der deutschen Charts und wurde mit einer goldenen Schallplatte ausgezeichnet. Auch in anderen europäischen Ländern erhielt er Goldauszeichnungen. Kurz darauf erschien das erste Album Fly, das die Top 10 der europäischen Charts erreichte.
2002 wirkte er an der Single der Sängerin Inessa mit. Dieser Song kam in die Top 20. 2004 erschien die dritte Solosingle Get It On. Der Song wurde vom deutschen Songwriter und Produzenten Obi Wan Keno, David Massag & Denis the menice geschrieben. Die Single erreichte die Top 40 und war Platz zwei in den Deutschen Radio Charts. Anfang August 2007 kam in Deutschland nach drei Jahren Pause die neue Single What I Got heraus, im Sommer 2009 die Single Isn’t It True.
2011 erschien die Single Damage Is Done auf dem Label Depro P Records im Vertrieb der Warner Music Group. Die Single konnte sich auf Anhieb in den deutschen Charts platzieren. Sie ist eine Vorabauskopplung aus dem Album Hardcore On Videotape, das im Frühjahr 2013 veröffentlicht wurde. 
Dante Thomas veröffentlichte 2012 mit Kris, dem Gitarristen von Revolverheld, den Song Diese Tage. Ferner nahm er 2012 an der Musikshow The Winner is ... in der Kategorie „Professionals“ teil, schied jedoch am 11. Mai in der zweiten Runde aus. Im Sommer 2012 erschien die Single Feeling So Blue, bei der er als Gastmusiker beim Michael Mind Project mitwirkte. Der Song benutzt ein Sample des 1999er-Hits Blue (Da Ba Dee). Feeling So Blue wurde auf der Kontor Top of the Clubs Vol. 55-Kompilation vorgestellt. Die Single konnte sich in der oberen Charthälfte der deutschen, österreichischen und schweizerischen Top 100 platzieren. Nach der erfolgreichen Zusammenarbeit erschien 2012 eine weitere Single mit dem Michael Mind Project, Nothing Lasts Forever.
2013 folgte das Album Hardcore On Videotape. Die zweite Singleauskopplung war der Titel Caught in the Middle, der vom Michael Mind Project produziert wurde. Parallel mit dem Album erschien die Single Alive.
2016 kam die Single Lonely mit DJ Tomekk auf den Markt. In dem dazugehörigen Video spielt Doreen Steinert mit. Im selben Jahr nahm er gemeinsam mit der rumänischen Popsängerin Claudia Pavel den Song A Guy Like You auf, der kurz darauf als Single herausgebracht wurde. Außerdem unterstützte er den Rapper Kay One bei der Suche nach einer neuen Sängerin in dem sechsteiligen TV-Format Kay One – Sängerin gesucht. 2017 nahm Dante Thomas als Kandidat der RTL-Sendung Das Supertalent teil.
Thomas lebt im Saarland. Er hat einen Sohn und eine Tochter.

## Diskografie

### Studioalben
| Jahr | Titel Musiklabel                  | Höchstplatzierung, Gesamtwochen, AuszeichnungChartplatzierungen (Jahr, Titel, Musiklabel, Platzierungen, Wochen, Auszeichnungen, Anmerkungen) | Höchstplatzierung, Gesamtwochen, AuszeichnungChartplatzierungen (Jahr, Titel, Musiklabel, Platzierungen, Wochen, Auszeichnungen, Anmerkungen) | Höchstplatzierung, Gesamtwochen, AuszeichnungChartplatzierungen (Jahr, Titel, Musiklabel, Platzierungen, Wochen, Auszeichnungen, Anmerkungen) | Höchstplatzierung, Gesamtwochen, AuszeichnungChartplatzierungen (Jahr, Titel, Musiklabel, Platzierungen, Wochen, Auszeichnungen, Anmerkungen) | Anmerkungen                        |
| Jahr | Titel Musiklabel                  | DE | AT | CH | US | Anmerkungen                        |
| ---- | --------------------------------- | --- | --- | --- | --- | ---------------------------------- |
| 2001 | Fly Elektra Entertainment         | DE23 (5 Wo.)DE | AT42 (4 Wo.)AT | CH43 (6 Wo.)CH | US45 (2 Wo.)US | Erstveröffentlichung: 7. Juli 2001 |
| 2013 | Hardcore on Videotape Depro Music | — | — | — | — | Erstveröffentlichung: 24. Mai 2013 |

### Singles als Leadmusiker
| Jahr | Titel Album                          | Höchstplatzierung, Gesamtwochen, AuszeichnungChartplatzierungen (Jahr, Titel, Album, Platzierungen, Wochen, Auszeichnungen, Anmerkungen) | Höchstplatzierung, Gesamtwochen, AuszeichnungChartplatzierungen (Jahr, Titel, Album, Platzierungen, Wochen, Auszeichnungen, Anmerkungen) | Höchstplatzierung, Gesamtwochen, AuszeichnungChartplatzierungen (Jahr, Titel, Album, Platzierungen, Wochen, Auszeichnungen, Anmerkungen) | Höchstplatzierung, Gesamtwochen, AuszeichnungChartplatzierungen (Jahr, Titel, Album, Platzierungen, Wochen, Auszeichnungen, Anmerkungen) | Höchstplatzierung, Gesamtwochen, AuszeichnungChartplatzierungen (Jahr, Titel, Album, Platzierungen, Wochen, Auszeichnungen, Anmerkungen) | Anmerkungen                                      |
| Jahr | Titel Album                          | DE | AT | CH | UK | US | Anmerkungen                                      |
| ---- | ------------------------------------ | --- | --- | --- | --- | --- | ------------------------------------------------ |
| 2001 | Miss California Fly                  | DE1 Gold · (17 Wo.)DE | AT4 (19 Wo.)AT | CH2 Gold · (29 Wo.)CH | UK25 (5 Wo.)UK | US85 (6 Wo.)US | Erstveröffentlichung: 27. März 2001 feat. Pras   |
| 2001 | Fly                                  | DE57 (5 Wo.)DE | — | — | — | — | Erstveröffentlichung: 1. Oktober 2001            |
| 2002 | Guilty Introducing...                | DE28 (9 Wo.)DE | AT27 (7 Wo.)AT | CH33 (11 Wo.)CH | — | — | Erstveröffentlichung: 4. Februar 2002 mit Inessa |
| 2004 | Get It On –                          | DE34 (10 Wo.)DE | AT44 (9 Wo.)AT | CH35 (18 Wo.)CH | — | — | Erstveröffentlichung: 12. Juli 2004              |
| 2007 | What I Got –                         | DE96 (1 Wo.)DE | — | — | — | — | Erstveröffentlichung: 3. August 2007             |
| 2011 | Damage Is Done Hardcore on Videotape | DE64 (2 Wo.)DE | — | — | — | — | Erstveröffentlichung: 29. Juli 2011              |

Weitere Singles
- 2002: Cielo e Terra (Heaven and Earth) (feat. Nek)
- 2009: Isn’t It True
- 2012: Caught in the Middle
- 2013: Alive

### Singles als Gastmusiker
| Jahr | Titel Album                            | Höchstplatzierung, Gesamtwochen, AuszeichnungChartplatzierungen (Jahr, Titel, Album, Platzierungen, Wochen, Auszeichnungen, Anmerkungen) | Höchstplatzierung, Gesamtwochen, AuszeichnungChartplatzierungen (Jahr, Titel, Album, Platzierungen, Wochen, Auszeichnungen, Anmerkungen) | Höchstplatzierung, Gesamtwochen, AuszeichnungChartplatzierungen (Jahr, Titel, Album, Platzierungen, Wochen, Auszeichnungen, Anmerkungen) | Anmerkungen                                                                      |
| Jahr | Titel Album                            | DE | AT | CH | Anmerkungen                                                                      |
| ---- | -------------------------------------- | --- | --- | --- | -------------------------------------------------------------------------------- |
| 2012 | Diese Tage Immer wenn ich das hier hör | DE30 Gold · (20 Wo.)DE | AT10 (17 Wo.)AT | — | Erstveröffentlichung: 4. Mai 2012 Kris feat. Dante Thomas                        |
| 2012 | Feeling So Blue State of Mind          | DE38 (4 Wo.)DE | AT20 (6 Wo.)AT | CH40 (2 Wo.)CH | Erstveröffentlichung: 15. Juni 2012 Michael Mind Project feat. Dante Thomas      |
| 2012 | Nothing Lasts Forever State of Mind    | DE40 (3 Wo.)DE | AT34 (3 Wo.)AT | CH26 (2 Wo.)CH | Erstveröffentlichung: 14. September 2012 Michael Mind Project feat. Dante Thomas |

Weitere Gastbeiträge
- 2016: Lonely (DJ Tomekk feat. Dante Thomas)
- 2016: A Guy Like You (feat. Claudia Pavel)
- 2018: Instastory (Mike Candys feat. Dante Thomas)
- 2019: Holiday (Chris Decay & Re-Lay feat. Dante Thomas)
- 2019: Face to Face (DJ Faith & Dante Thomas)
- 2019: All I Need (Chris Decay & Re-lay feat. Dante Thomas & Gina-Lisa)
- 2021: Miss Köllefornia (Eko Fresh & Dante Thomas)
- 2022: Call Me Tonight (Mazio & Dante Thomas)
- 2022: I cry the day I Take the three down / Natale con te (Dante Thomas & Riccardo Doppio)
- 2023: Love Effect (GLZ & Dante Thomas)

## Auszeichnungen für Musikverkäufe
| Goldene Schallplatte - Australien - 2001: für die Single Miss California - Belgien - 2001: für die Single Miss California - Dänemark - 2001: für die Single Miss California - Frankreich - 2001: für die Single Miss California - Schweden - 2001: für die Single Miss California |

Anmerkung: Auszeichnungen in Ländern aus den Charttabellen bzw. Chartboxen sind in ebendiesen zu finden.
| Land/RegionAuszeichnungen für Musikverkäufe (Land/Region, Auszeichnungen, Verkäufe, Quellen) | Gold     | Platin | Verkäufe | Quellen              |
| -------------------------------------------------------------------------------------------- | -------- | ------ | -------- | -------------------- |
| Australien (ARIA)                                                                            | Gold1    | —      | 35.000   | aria.com.au          |
| Belgien (BRMA)                                                                               | Gold1    | —      | 25.000   | ultratop.be          |
| Dänemark (IFPI)                                                                              | Gold1    | —      | 7.500    | Einzelnachweise      |
| Deutschland (BVMI)                                                                           | 2× Gold2 | —      | 400.000  | musikindustrie.de    |
| Frankreich (SNEP)                                                                            | Gold1    | —      | 250.000  | snepmusique.com      |
| Schweden (IFPI)                                                                              | Gold1    | —      | 15.000   | sverigetopplistan.se |
| Schweiz (IFPI)                                                                               | Gold1    | —      | 20.000   | hitparade.ch         |
| Insgesamt                                                                                    | 8× Gold8 | —      |          |                      |